# Торе Кастиљионе (Лече)
Торе Кастиљионе (итал. Torre Castiglione) је насеље у Италији у округу Лече, региону Апулија.
Према процени из 2011. у насељу је живело 6 становника. Насеље се налази на надморској висини од 7 м.